# Битва при Бурдигале
Би́тва при Бурдига́ле — сражение, состоявшееся в 107 году до н. э. в ходе кимврской войны между кимврами и тевтонами, с одной стороны, и силами Римской республики под командованием Луция Кассия Лонгина, Луция Пизона Цезонина и Гая Поллия Лената с другой. В ходе битвы Лонгин и Цезонин были убиты, а сражение обернулось поражением для римлян.

## Предыстория
В 113 году до н. э. войска кимвров совместно с тевтонами вторглись на территорию Рима, нанеся поражение армии Гнея Папирия Карбона в Норике. Германские племена потребовали права селиться на римской территории. Получив отказ, они направились в Нарбонскую Галлию, где сокрушили в неизвестном месте войска римлян, на сей раз под командованием Марка Юния Силана. После этого они заключили перемирие с Римом и союз с гельветским племенем тигуринов и начали приготовление к вторжению на Апеннины, которого не последовало.

## Накануне битвы
В 107 году до н. э. римский сенат начал подготовку ещё одной армии под руководством Луция Кассия Лонгина, Луция Пизона Цезонина и Гая Поллия Лената с целью защитить одно из союзных Риму племён. Поначалу римляне уверенно наступали. Недалеко от Тулузы римские легионы столкнулись с кимврами. Несмотря на огромный численный перевес в пользу германцев, Лонгин одержал решительную победу, обратив вражеские войска вспять. Лонгин принялся преследовать отступающих, но, не желая оставлять захваченные им трофеи, повлёк за собой повозки, что неизбежно сказалось на скорости его армии.

## Битва
К тому времени, когда Лонгин прибыл к пределам Бурдигалы, он застал её укрепленной, варвары восстановили свои силы. Разбив лагерь на неприступной вершине холма неподалеку от поселения, Лонгин решил брать укрепления штурмом. Он оставил управление лагерем на Пизона Цезонина и двинулся на Бурдигалу. Однако на пути к ней его войска были окружены объединёнными силами кимвров и тевтонов и почти поголовно перебиты. Потеряв в общей сложности 10 тысяч солдат, сам Лонгин пал в бою. Оставшуюся часть войск спас от неминуемой смерти Ленат, который был вынужден отдать бо́льшую часть трофеев, захваченных Лонгином, в обмен на разрешение отступить из битвы, причём к римскому войску был применён позорящий обряд проведения под ярмом.

## Итог
Когда известия о поражении римлян достигли Галлии, несколько галльских городов подняли восстание, включая Тулузу. На следующий год Квинт Сервилий Цепион направился подавлять восстание мятежников. А в 105 году до н. э. войска тевтонов и кимвров вновь одержали победу над римлянами в битве при Араузионе.